# Fiona Annis
Pour les articles homonymes, voir Annis.
 (mars 2024).
Fiona Annis (née en 1983) est une artiste pluridisciplinaire qui explore l’univers énigmatique de la photographie. Elle vit et travaille à Tiohtià:ke / Montréal (Québec, Canada).

## Biographie
Fiona Annis naît en 1983 à Glasgow, en Écosse et grandit au Manitoba. Elle est titulaire d'une maîtrise au Glasgow School of Art, ainsi qu’un doctorat interdisciplinaire à l’Université Concordia. Elle vit et travaille à Tiohtià:ke / Montréal.
Sa démarche se distingue par les ponts qu’elle crée entre l’histoire de la photographie, les nouveaux médias et les pratiques artistiques participatives qu'elle récupère et en renouvelle la narration. Outre la photographie, son corpus englobe notamment la sculpture, l’installation et les œuvres d’art textuelles.

## Expositions (sélection)
- 2024 : Correspondances, Fondation Guido Molinari, Montréal, QC, Canada[3],[4].

## Œuvres (sélection)
- 2011 : The After-Image (Swan Songs)
- 2015 : The Stars Are Dead But Their Light Lives On[5],[6],[7]
- 2015 : Celestial Measures
- 2016 : Les révolutions sidérales[8]
- 2017 : Mormorii (Murmurs)
- 2018 : The Light That Was Never Was[9]

## Art Public
- 2019 : L’Étreinte des temps, une collaboration de La Société des archives affectives et Nadia Myre[10]
- 2021 : Planimetria Abitata (Living Blueprint), Museo dell'Altro e dell'Altrove di Metropoliz, Rome, ITA[11]
- 2023 : Notre souffle par-delà, Placette Jeanne-Mance : hommage montréalais à la profession infirmière, une collaboration de  La Société des archives affectives[12]
- 2026 :  À la rencontre des sources, Musée national des beaux-arts du Québec, pavillon Espace Riopelle[13].

## Filmographie
- L’Étreinte des temps[14]

## Collections
- Bibliothèque et archives Canada
- Bibliothèque Gabrielle-Roy (Canada)
- Brucebo Foundation (Suède)
- City of Ottawa Art Collection (Canada)[15]
- Collection Prêt d'œuvres d'art, Musée national des beaux-arts du Québec (Canada)[16]
- Main & Station (Canada)
- Museo dell'Altro e dell'Altrove di Metropoliz (Italy)
- Museum of Astronomical Instruments (Italy)
- Musée de la civilisation (Quebec)[17]
- Penumbra Foundation (New York City)
- Rad’Art Project (Italy)

## Publications
- Ad Astra[18]